# Mondiale hectare
De mondiale hectare (Engels: Global hectare (gha)) is een eenheid van ecologische voetafdruk, en daarmee enerzijds van biologische productiviteit van een grond- of wateroppervlakte, met als wereldgemiddelde een mondiale hectare per gewone hectare, en anderzijds van het gebruik daarvan, ook rekening houdend met het verwerken van de bijbehorende afvalproductie. Daarbij wordt uitgegaan van de huidige technologie. Duurzaamheid houdt in dat er niet meer wordt gebruikt dan er wordt geproduceerd.
Een biologisch productieve oppervlakte is een deel van de aarde of de zee met een relevante activiteit van fotosynthese of biomassa-productie. Slechts een kwart van het aardoppervlak is biologisch productief (bossen, zoetwatergebieden, kuststreken, weilanden, etc.). De ijskap, de woestijnen, de diepzee en dergelijke produceren weinig of zijn moeilijk toegankelijk voor exploitatie.
De term 'mondiale hectare per persoon' duidt op de oppervlakte biologisch productieve ruimte die beschikbaar is per persoon op onze planeet. In 2003 was er bijvoorbeeld 11,2 miljard hectare biologisch productief land en water terwijl er 6,3 miljard mensen waren. Dit komt op 1,8 mondiale hectare per persoon.
Mondiale hectares zijn verschillend qua grootte van plaats tot plaats. In een vruchtbaar gebied met voldoende regen is een mondiale hectare veel kleiner dan in semi-droog gebied. In het laatste gebied is een veel grotere oppervlakte nodig om eenzelfde biomassa te produceren aangezien droogte meestal plantengroei en biodiversiteit beperkt.

## Gebruik
De mondiale hectare is een bruikbare eenheid voor biocapaciteit omdat het bijvoorbeeld de menselijke voedingsbehoefte kan uitdrukken in een fysieke oppervlakte. Daarna zou kunnen worden berekend hoeveel mensen in een bepaalde regio kunnen overleven rekening houdend met huidige technologische en agrarische methoden. Ze kan ook gebruikt worden om de relatieve draagkracht van de Aarde te bepalen. 
De term kan ook gebruikt worden om aan te tonen dat verschillende voedselbronnen verschillende hoeveelheden mensen kan ondersteunen. Vleesconsumptie leidt bijvoorbeeld doorgaans tot meer gebruik van land, water en energie dan een equivalente plantaardige voedselbron zodat een op vlees gebaseerd dieet een kleinere populatie op de aarde in stand kan houden.